# Alexander Rinnooy Kan
Alexander Hendrik George Rinnooy Kan (né le 5 octobre 1949) est un homme politique, homme d'affaires et mathématicien néerlandais qui est président du Conseil économique et social de 2006 à 2012. Membre du parti Démocrates 66 (D66), il est membre du Sénat de 2015 à 2019 et est professeur distingué d'économie et d'études commerciales à l'Université d'Amsterdam depuis le 1er septembre 2012. Il est également président du conseil de surveillance de l'EYE Film Institute Netherlands en 2008 et du Museum Boerhaave en 2018.

## Biographie

### Jeunesse et éducation
Rinnooy Kan grandit à La Haye. Il obtient un diplôme (équivalent à MSc) en mathématiques à l'Université de Leyde en 1972. La même année, il obtient également un diplôme de candidat (équivalent à BSc) en économétrie de l'Université d'Amsterdam. En 1972-1973, il travaille comme mathématicien à Spectrum Encyclopedia. De 1973 à 1977, il est employé scientifique au Département de mathématiques et de statistique de l'Université technique de Delft (alors appelée Delft Technical College). En 1976, il obtient un doctorat en mathématiques à l'Université d'Amsterdam sous la direction Gijsbert de Leve.

### Carrière privée
En 1977, il va à l'Université Érasme de Rotterdam, où il devient professeur titulaire en recherche opérationnelle en 1980 à l'âge de 30 ans. En 1983, il est nommé directeur de l'Institut d'économétrie et en 1986 recteur magnificus de l'université. Entre-temps, il est professeur invité à l'Université de Californie à Berkeley et au MIT, entre autres.
De 1991 à 1996, il est président de la fédération patronale VNO et (après la fusion avec NCW) du VNO-NCW. Entre 1996 et 2006, Rinnooy Kan est membre du conseil d'administration du groupe ING, où il est responsable de la branche asiatique. Il est membre de la Netherlands Innovation Platform jusqu'à la dissolution de la plateforme en 2010.

### Conseil économique et social
De 2006 à 2012, il est membre nommé par la Couronne et président du Conseil économique et social (SER). Il est remplacé à ce poste par Wiebe Draijer. Lors de sa fête d'adieu au SER, il est nommé Commandeur de l'Ordre du Lion néerlandais. Le journal néerlandais de Volkskrant le désigne comme la personne la plus influente des Pays-Bas en 2007, 2008 et 2009.

### Sénat
Le 9 juin 2015, il devient membre du Sénat au nom du parti Démocrates 66. Il ne se représente pas à la chambre haute en 2019 et son mandat prend fin le 11 juin 2019.

## Distinctions
- Commandeur de l'ordre du Lion néerlandais